# فوجين راكيتش
فوجين راكيتش (ولد في عام 1967 في بلجراد، يوغسلافيا) هو فيلسوف وعالم سياسة صربي. نشر راكيتش أعماله باللغة الإنجليزية، وباللغة الصربية أيضًا. وحاز على دكتوراه في العلوم السياسية من جامعة روتجيرز في الولايات المتحدة الأمريكية. تعتبر أعماله في الأخلاق وأخلاقيات علم الأحياء (تعزيز البشر بشكل خاص) وأعماله حول كنط والعدالة الكونية أعمالًا تركت أثرًا في مجال الأكاديميا الدولية، التي يمكن قراءتها في مصادر أعمال راكيتش، وفي تزكيات آخر كتابين ألفهما، وأيضًا في رسالة مفتوحة دعمًا لراكيتش وقعت من قبل العشرات من أشهر الفلاسفة والمختصين في أخلاقيات علم الأحياء، والتي ذكرت فيها آراؤهم براكيتش.

## العدالة وكنط
راكيتش مؤلف لعدة كتب ومقالات في ميداني الفلسفة والعلوم السياسية. من بين هذه الأعمال «كيف نعزز الأخلاق» و«التعزيز الأقصى للأخلاق»، ونظرية في الإرادة المعيارية وتاريخ ومستقبل العدالة والهيمنة والثقافة والموارد البشرية في السياسة. يحلل راكيتش في كتابه تاريخ ومستقبل العدالة الأطروحة الغائية القائلة بأن التاريخ يتسم في النتيجة بتطور تدريجي للأخلاق والعدالة، وأن البشرية ستحقق شرط «العدالة المثالية» في نهاية تطوره التاريخي، بشرط أن يستمر التاريخ لفترة طويلة بما فيه الكفاية. وفي عام 2009 نشر كتاب تطور الله، وهو كتاب موضوعي ألف تحت تأثير كتاب تاريخ ومستقبل العدالة.
يظهر راكيتش في عدد من مؤلفاته أن جوهر فهم كنط لمفهوم العدالة في العلاقات الدولية يوجد في كتابه الدين في حدود مجرد العقل، وهو كتاب لم يلفت أنظار الباحثين الذي يتطرقون إلى هذا الجانب من فكر كنط.

## نظرية أخلاقية جديدة
في الكتابين الأخيرين من تأليفه، الذين نشرتهما دار نشر شبرينغر (كيف نعزز الأخلاق والتعزيز الأقصى للأخلاق) يراجع راكيتش نظريات أخلاقيات علم الأحياء القائمة ويقترح نظرية أخلاقية أصلية (نظرية «الأخلاق القصوى») تظهر تفوق هذه النظرية وتؤكد على أنها ستصبح النظرية الأخلاقية المهيمنة في عصرنا.

## أخلاقيات علم الأحياء
خلال السنوات السابقة كرس راكيتش نفسه لأخلاقيات علم الأحياء، مطورًا مفهومًا لتعزيز طوعي للأخلاق، وهو ميدان أثار اهتمام الباحثين الذين يهتمون بمسألة تعزيز البشر. يميل راكيتش إلى تعزيز الأخلاق، حتى بمساعدة الأدوية ومواد أخرى (مثل الأوكسايتوسين ومثبطات استرداد السيروتونين الانتقائية والدوبامين والبروبرانولول)، ولكن بشرط أن يكون استخدامها طوعيًا. وكان راكيتش قد دخل من جهة في مناظرة ضد جون هاريس (الذي يؤمن أن تعزيز علم الأحياء الإدراكي يكفي لكي نتطور أخلاقيًا)، ومن جهة أخرى ضد جوليان سافوليسكو وإنغمار بيرسون (الذي كان يدافع عن فكرة جعل تعزيز الأخلاق أمرًا قسريًا). ودخل راكيتش في مناظرة ضد هذين المؤلفين خلال عام 2013 في مجلة الأخلاق الطبية. افتتح راكيتش المناظرة في شهر شباط من عام 2013 ورد عليه بيرسون وسافوليسكو في شهر مارس. خلال عام 2014، ودخل راكيتش وروبيرت سبارو وهاريس وايزمان في مناظرة حول المسألة نفسها في المجلة الأمريكية لأخلاقيات علم الأحياء، وأيضًا حول مسائل أخرى متعلقة بالتعزيز.
في عام 2012، أسس راكيتش مركز دراسات أخلاقيات علم الأحياء، والذي كان مركز أبحاث في بلجراد، صربيا. يضم المركز أعضاءا داخليين وأعضاءا منضمين. من بينهم بيتر سينغر وجون هاريس ودون مركيز ونيكولاس آجار وإنغمار بيرسون وجيمس جي هيوز وستيفان لورينز سورغنر. في شهر مايو من عام 2013 جذب مركز دراسات أخلاقيات علم الأحياء الأنظار بتنظيمه مؤتمرًا في بلجراد طرح فيه جون هاريس وجوليان سافوليسكو آراءهما المتضاربة حول تعزيز البشر والحرية. استمرت مناظرتهما عدة أيام في بلجراد، لا فقط خلال المؤتمر (لعب بيتر سينغر دور المحاور لهما)، بل أيضًا أمام كاميرات التلفزيون. وشارك مركز أوكسفورد للأخلاقيات العصبية في تنظيم المؤتمر.
في شهر أكتوبر من عام 2015، نظم مركز دراسات أخلاقيات علم الأحياء في بلجراد مؤتمرًا نال مديحًا كبيرًا حول أخلاقيات علم الأحياء، وأقيم المؤتمر هذه المرة بالتعاون مع مركز ذا هاستينغز. كان جون هاريس وإيريك بارينز المتحدثين الرئيسيين في المؤتمر. وظهرت تقارير في العشرات من وسائل الإعلام حول ذلك الحدث.
بين يومي 16 و19 من شهر أغسطس من عام 2017، نظم مركز دراسات أخلاقيات علم الأحياء، بالتعاون التجمع الأوروبي لفلسفة الطب الرعاية الصحية، اللقاء السنوي ال 31 للتجمع «تكنولوجيا جديدة في الرعاية الصحية».